# Marienglocke (Tallinn)

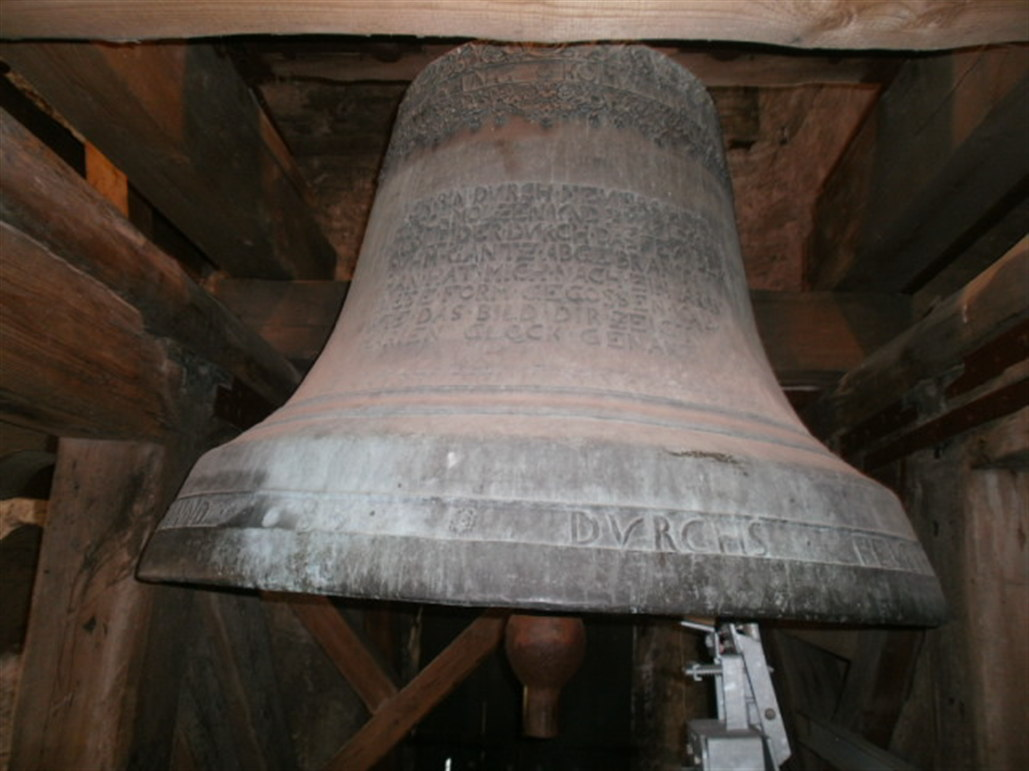
Marienglocke in der Domkirche St. Marien in Estlands Hauptstadt Tallinn

Die Marienglocke in Tallinn ist – neben der kleineren Salvatorglocke – eine von zwei Glocken, die der Glockengießer Detlof Riedeweg im Jahr 1685 in Reval für die Domkirche St. Marien goss. Sie ist die größte Glocke im Dom der heutigen Hauptstadt Estlands und seit 1995 als Einzeldenkmal in das Nationale Kulturdenkmal-Register des Landes eingetragen.

## Geschichte
Dem Guss der Marienglocke ging der Brand der Marienkirche im Jahr 1684 voraus, durch den die Vorgängerglocke in der Gluthitze zerschmolz. Mit dem Erz der zerstörten Glocke schuf Detlof Riedeweg im Auftrag des Kirchenvorstehers Erasmus Samuel Gottschild im Folgejahr 1685 den nach der Jungfrau Maria benannten Neuguss.

## Beschreibung
Die Glocke zeigt eine figürliche Darstellung der Jungfrau Maria mit dem Jesusknaben und trägt die in lateinischer Sprache verfasste Umschrift „MARIA MATER DEI“.
Auf der einen Seite des Marienbildes befindet sich folgende Inschrift:

„KOMMT IN DIE KIRCH AUF MEINEN KLANG

ZUM BETEN UND ZUM LOBGESANG.

ICH BIN DURCH FEVERHITZ GESCHMOLZEN UND ZERFLOSSEN

ALS LEIDER DURCH DAS FEUER DER DUHM GANZ ABGEBRANNT.

MAN HAT MICH NACH EIN lAR IN DIESE FORM GEGOSSEN
UND WIE DAS BILD DIR ZEIGT, MARIENGLOCK GENANNT.“

Auf der anderen Seite des Marienbildes steht:

„E. S. GOTTSCHILDT, VORSTEHER. DURCHS FEUER BIN ICH GEFLOSSEN.

DETLOF RIEDEWEG HAT MICH GEGOSSEN IN REVAL. ANNO l685.“

Eugen von Nottbeck und Wilhelm Neumann beschrieben die Glocke als Kunstdenkmal Anfang des 20. Jahrhunderts in ihrem Werk Geschichte und Kunstdenkmäler der Stadt Reval.